# Cathédrale Saint-Emmeran de Nitra
La cathédrale Saint-Emmeran (en slovaque : Bazilika svätého Emeráma) est une cathédrale située à Nitra en Slovaquie. Elle fut construite pour sa partie basse entre 1333 et 1355 et pour sa partie haute entre 1621 et 1642. Située dans le château de Nitra, c’est la cathédrale du diocèse de Nitra (de).